# Наблюдение (психология)
Наблюде́ние — описательный психологический исследовательский метод, заключающийся в целенаправленном и организованном восприятии и регистрации поведения изучаемого объекта.
Наблюдение — организованное, целенаправленное и фиксируемое восприятие психических явлений с целью их изучения в определённых условиях.

## Общие сведения
Вместе с интроспекцией наблюдение считается старейшим психологическим методом. Научное наблюдение стало широко применяться, начиная с конца XIX века, в областях, где особенное значение имеет фиксация особенностей поведения человека в различных условиях, — в клинической, социальной, педагогической психологии, психологии развития, а с начала XX века — в психологии труда.
Наблюдение применяется там, где вмешательство экспериментатора нарушит процесс взаимодействия человека со средой. Этот метод незаменим в случае, когда необходимо получить целостную картину происходящего и отразить поведение индивидов во всей полноте.
Главными особенностями метода наблюдения являются:
— непосредственная связь наблюдателя и наблюдаемого объекта;
— пристрастность (эмоциональная окрашенность) наблюдения;
— сложность (порой — невозможность) повторного наблюдения.
В естественных условиях наблюдатель, как правило, не влияет на изучаемый процесс (явление). В психологии существует проблема взаимодействия наблюдателя и наблюдаемого. Если испытуемый знает, что за ним наблюдают, то присутствие исследователя оказывает влияние на его поведение.
Ограниченность метода наблюдения вызвала к жизни другие, более «совершенные» методы эмпирического исследования: эксперимент и измерение.

### Предмет наблюдения
- Вербальное поведение
  - Содержание речи
  - Продолжительность речи
  - Интенсивность речи
  - И др.
- Невербальное поведение
  - Экспрессия лица, глаз, тела,
  - Выразительные движения
  - И др.
- Перемещения людей
- Дистанция между людьми
- Физические воздействия
  - Касания
  - Толчки
  - Удары
  - побои
  - И др.

И т. д.
То есть предметом наблюдения способно выступать лишь то, что возможно объективно зарегистрировать. Таким образом, исследователь не наблюдает свойства психики, он регистрирует лишь те проявления объекта, которые доступны для фиксации. И только исходя из предположения о том, что психика находит своё проявление в поведении, психолог может строить гипотезы о психических свойствах, основываясь на данных, полученных при наблюдении.

### Средства наблюдения
Наблюдение может осуществляться непосредственно исследователем, либо посредством приборов наблюдения и фиксации его результатов. В их число входит аудио-, фото-, видеоаппаратура, особые карты наблюдения.

## Классификация наблюдений
Наблюдением называется целенаправленное, организованное и определённым образом фиксируемое восприятие исследуемого объекта. Результаты фиксации данных наблюдения называются описанием поведения объекта. Наблюдение применяется тогда, когда либо невозможно, либо непозволительно вмешиваться в естественное течение процесса.
Оно может быть:
1. Непосредственным и опосредованным,
2. Внешним и внутренним,
3. Включённым (которое может быть открытым и закрытым) и невключённым,
4. Прямым и косвенным,
5. Сплошным и выборочным (по определённым параметрам),
6. Полевым (в повседневной жизни) и лабораторным.

### По систематичности различают
- Несистематическое наблюдение, при котором необходимо создать обобщённую картину поведения индивида или группы индивидов в определённых условиях и не ставится цель фиксировать причинные зависимости и давать строгие описания явлений; проводится в ходе полевого исследования (применяется в этнопсихологии, психологии развития, социальной психологии).
- Систематическое наблюдение, проводящееся по определённому плану и при котором исследователь регистрирует особенности поведения (переменные) и классифицирует условия внешней среды.

Наблюдение противопоставляется эксперименту. Это противопоставление основано на двух положениях:
- Пассивность наблюдателя — наблюдатель не изменяет окружающую реальность.

### По фиксируемым объектам
- Сплошное наблюдение. Исследователь старается фиксировать все особенности поведения.
- Выборочное наблюдение. Исследователь фиксирует лишь определённые типы поведенческих актов или параметры поведения[2].

### По форме наблюдения
- Осознанное <объектом наблюдения> наблюдение
- Неосознанное <объектом наблюдения> внутреннее наблюдение
- Неосознанное <объектом наблюдения> внешнее наблюдение
- Наблюдение окружающей среды

#### Осознанное наблюдение
При осознанном наблюдении наблюдаемому человеку известно о том, что за ним наблюдают. Такое наблюдение проводится в контакте исследователя с субъектом, причём наблюдаемый обычно пребывает в курсе задачи исследования и социального статуса наблюдателя. Однако бывают случаи, когда в силу специфики исследования наблюдаемому человеку сообщаются иные по сравнению с подлинными цели наблюдения. Необходимость подобных действий порождает этические проблемы в том числе и относительно сделанных выводов.
Данная форма наблюдения выбирается исходя из целесообразности, то есть, когда её использование оправдано задачами исследования, так как она обладает весомыми недостатками: влияние наблюдателя на поведение наблюдаемого, из-за этого результаты могут рассматриваться только применительно к той ситуации, в которой они были получены. Необходимо делать несколько наблюдений.
Особенности
Наблюдатель непосредственно влияет на действия и поведение наблюдаемого, что при некорректной постановке наблюдения может сильно повлиять на его результаты. Наблюдаемые субъекты в силу психологических причин могут попытаться выдать ложное поведение за своё обычное или же попросту смутиться и дать волю эмоциям. Ситуация, когда субъект пребывает под наблюдением, может оказаться для него близкой к стрессовой, и результаты такого наблюдения нельзя будет распространить, допустим, на его повседневную жизнь. Также на действия и наблюдателя, и наблюдаемого может повлиять степень знакомства друг с другом.
Специфичность ситуаций, в которых происходит непосредственное (осознанное) наблюдение, приводит к тому, что выводы из таких наблюдений очень сложно корректно обобщить на другие ситуации, а не только на конкретную ситуацию, в которой происходила процедура наблюдения.

#### Неосознанное внутреннее наблюдение
При неосознанном внутреннем наблюдении наблюдаемым субъектам не известно о том, что за ними наблюдают, а исследователь-наблюдатель находится внутри системы наблюдения, становится её частью (например, когда психолог внедряется в хулиганскую группировку и не сообщает о целях своего внедрения, чтобы получить наиболее объективные сведения о её деятельности). 
Данная форма наблюдения особенно широко применялась во второй половине XX века психологами США. Применение этого метода вызывало (и вызывает поныне) дискуссии касательно допустимости таких исследований. Одним из самых известных случаев его применения можно считать исследование Леона Фестингера (Festinger et al., 1956), разработавшего теорию когнитивного диссонанса.
Чтобы проверить свою теорию, на рубеже 1940-х и 1950-х годов он с группой наблюдателей на несколько недель присоединился к религиозной группе, в которой предсказывали конкретную дату конца света (который должен был наступить через несколько недель). Конца света не последовало, а исследователи получили подтверждение теории когнитивного диссонанса, так как большинство членов группы стали убеждать себя, что их деятельность предотвратила катастрофу (Дж. Гудвин, 2004).
Наблюдатель контактирует с наблюдаемыми субъектами, но те не осведомлены о его роли в качестве наблюдателя.
Данная форма наблюдения особенно удобна для исследования социального поведения малых групп, при этом присутствие наблюдателя считается естественным, и факт того, что его роль заключается в наблюдении, будучи неизвестным наблюдаемым субъектам, не влияет на их действия. Эта форма наблюдения также ставит некоторые этические вопросы о границах допустимости её применения, так как психологу иногда приходится внедряться в группу путём обмана или сокрытия правды.
Недостаток: трудность фиксации результатов; наблюдатель может быть вовлечен в конфликт ценностей.
Особенности
Факт того, что ведётся наблюдение, не влияет на наблюдаемых субъектов благодаря тому, что они о нём не знают. Также наблюдатель получает широкий простор для получения информации из-за возможности непосредственного контакта с наблюдаемыми субъектами.
Однако у наблюдателя могут возникнуть трудности с непосредственной фиксацией результатов, в том числе и потому, что непосредственная запись может демаскировать наблюдателя. Также наблюдатель при близких контактах с наблюдаемыми может потерять нейтральность и перенять систему ценностей изучаемой группы. Возможен также и конфликт системы ценностей этой группы и системой ценностей, которой придерживается наблюдатель (так называемый «конфликт норм»).

#### Неосознанное внешнее наблюдение
При неосознанном внешнем наблюдении наблюдаемым субъектам не известно о том, что за ними наблюдают, а исследователь ведёт свои наблюдения, не входя в непосредственный контакт с объектом наблюдения (например, наблюдатель может быть скрыт от наблюдаемого за односторонне прозрачной стенкой).
Данная форма наблюдения удобна тем, что исследователь не стесняет поведение наблюдаемых и не провоцирует акты их поведения, которые бы соответствовали целям его исследования, то есть она позволяет собрать достаточно объективные данные о поведении людей.
Особенности
При такой форме наблюдения присутствие исследователя в роли наблюдателя не фиксируется наблюдаемыми, тем самым уменьшается влияние на естественность их действий. Также возможно использование технических и других средств для облегчения регистрации данных и хода исследования. Ещё один несравненный плюс в том, что уставший наблюдатель может быть незаметно сменён другим наблюдателем.
Однако вместе с тем наблюдатель ограничен в своих действиях местом наблюдения, ему может быть доступна только часть контекстной ситуации, в которой производятся поведенческие акты, он не может оказать влияние на непредусмотренные события, не нарушив тем самым ход исследования.

#### Наблюдение окружающей среды
При такой форме наблюдения исследователь изучает условия окружающей среды наблюдаемых, которые влияют на их поведение. Он пытается сделать выводы о том, как внешние факторы обуславливают действия индивида или группы индивидов.

## Этический кодекс APA и наблюдения
Этический кодекс Американской психологической ассоциации разрешает проведение наблюдений при условии соблюдения определённых правил и принятия определённых мер предосторожности. Вот некоторые из них:
- Если исследование проводится в общественном месте, то получение обоснованного согласия участников не считается необходимым. В противном же случае необходимо заручиться их согласием.
- Психологи должны делать всё возможное, чтобы избежать причинения вреда участникам исследования, а в случае невозможности его избежания — снизить предполагаемый ущерб.
- Психологи должны свести к минимуму вторжение в личную жизнь.
- Психологи не раскрывают конфиденциальные данные об участниках своих исследований.

## Этапы исследования методом наблюдения
1. Определение предмета наблюдения, объекта, ситуации.
2. Выбор способа наблюдения и регистрации данных.
3. Создание плана наблюдения.
4. Выбор метода обработки результатов.
5. Собственно наблюдение.
6. Обработка и интерпретация полученной информации.

## Плюсы и минусы

### Преимущества метода наблюдения
- Наблюдение позволяет непосредственно охватить и зафиксировать акты поведения.
- Наблюдение позволяет одновременно охватить поведение ряда лиц по отношению друг к другу или к определённым задачам, предметам и т. д.
- Наблюдение позволяет произвести исследование независимо от готовности наблюдаемых субъектов.
- Наблюдение позволяет достичь многомерности охвата, то есть фиксации сразу по нескольким параметрам — например, вербального и невербального поведения
- Оперативность получения информации
- Относительная дешевизна метода

### Недостатки метода наблюдения
- Отхождение от цели наблюдения (Получение фактов, несоответствующих целям исследования)
- Прошлый опыт исследования влияет на последующие факты наблюдения[7]